# Pfarrkirche St. Theresia Linz

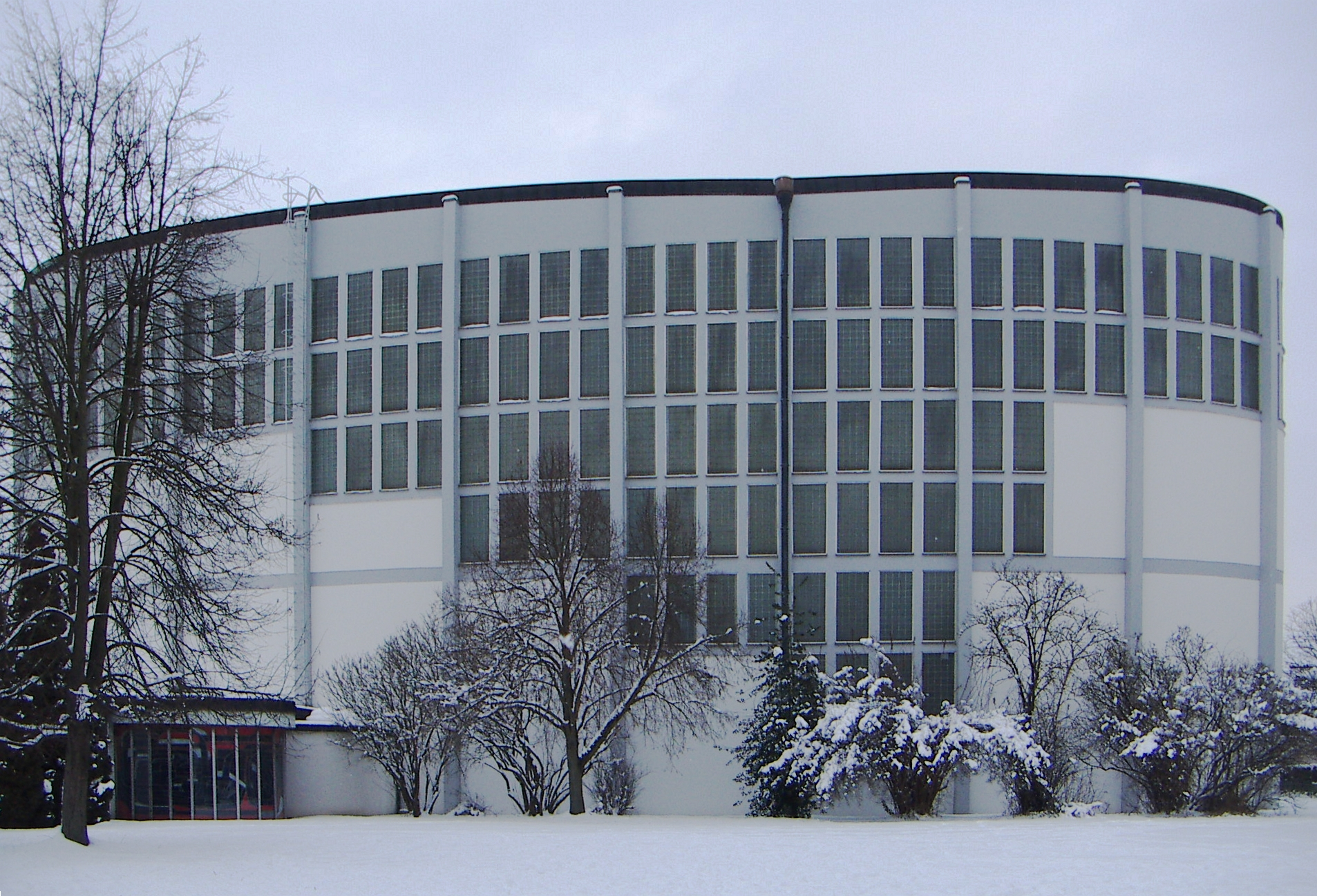
Kath. Pfarrkirche St. Theresia in Keferfeld in Linzer Stadtteil Waldegg

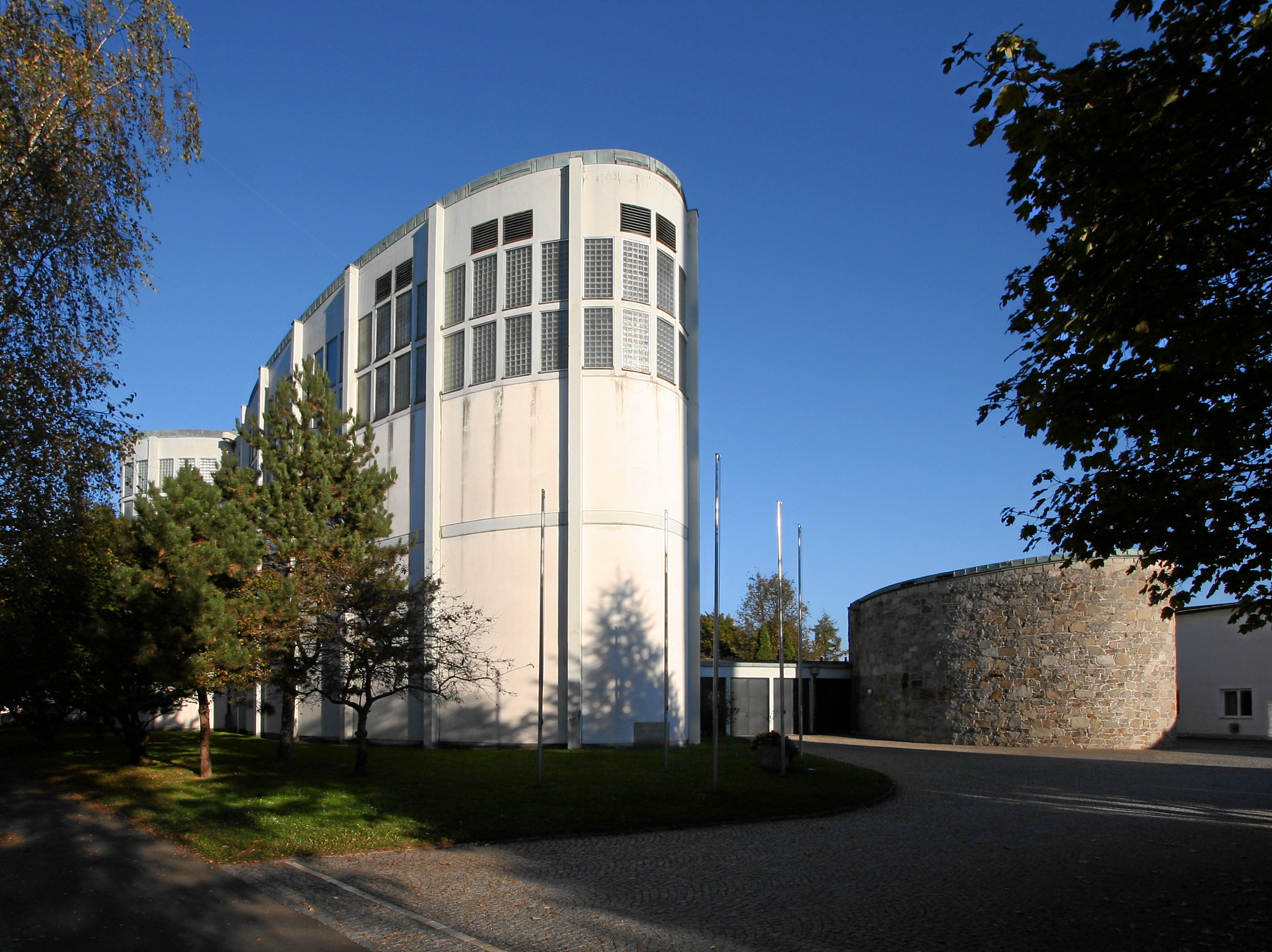
Rechts Marienkapelle in Mauthausener Granit

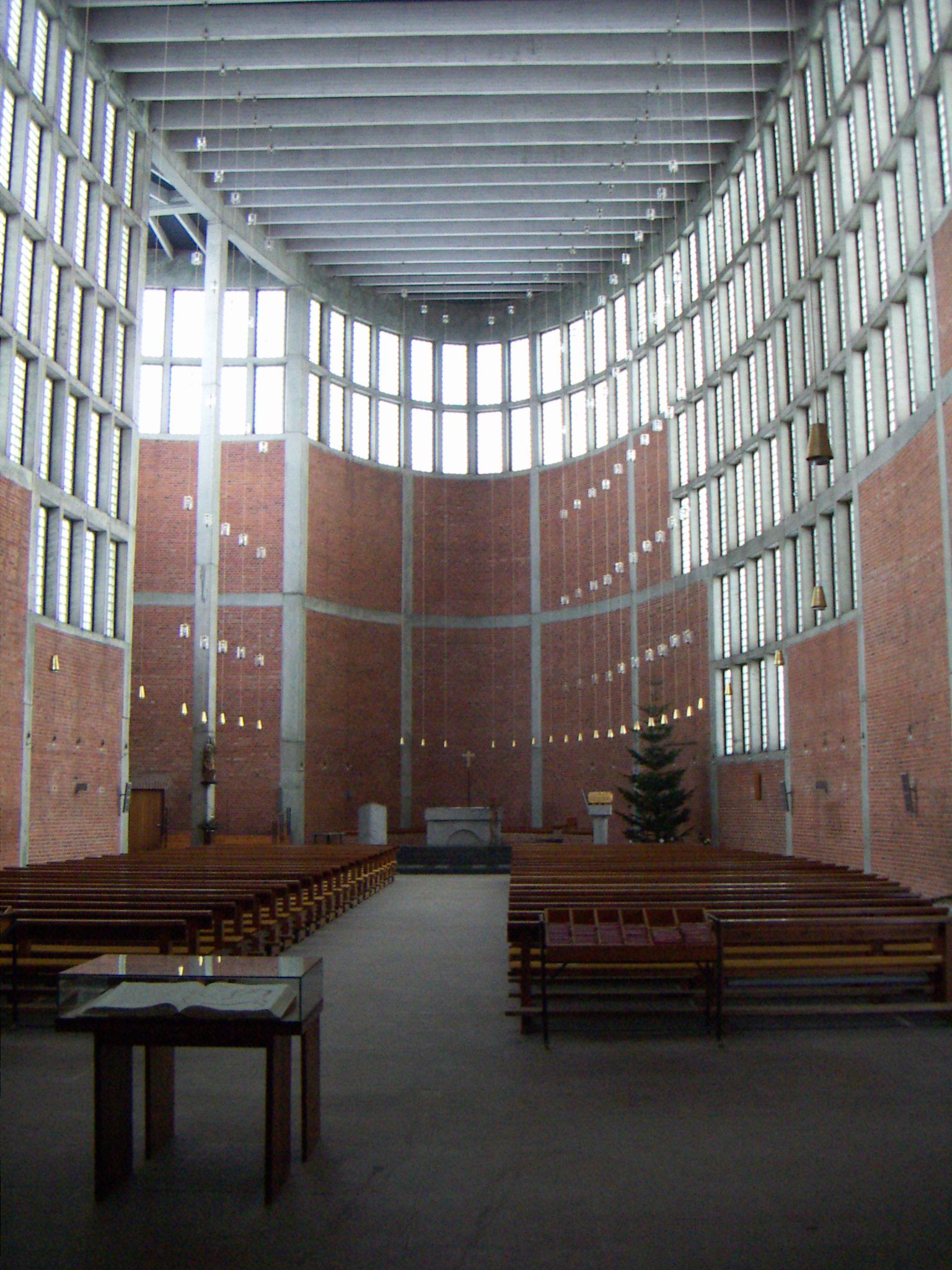
Im Zentralraum zum Altar

Die römisch-katholische Pfarrkirche Keferfeld steht im Ort Keferfeld im Stadtteil Waldegg in der Landeshauptstadt Linz in Oberösterreich. Die der heiligen Thérèse von Lisieux geweihte Pfarrkirche gehört zum Dekanat Linz-Süd der Diözese Linz. Die Kirche steht unter Denkmalschutz.

## Geschichte
Die Mutterpfarre der Pfarrkirche Leonding errichtete im Jahre 1930 eine Filialkirche in Keferfeld, das Pfarrgebiet wurde jedoch im gleichen Jahr nach Linz eingemeindet. Die Kirche war ein einfacher Saalbau mit eingezogenem Chor und hohem Giebeldach nach den Plänen von Hans Schachermayr aus Leonding. Im Zweiten Weltkrieg wurde diese Kirche am 27. Dezember 1944 durch Bomben zerstört. Nach Kriegsende wurde bis 1946 – nach Entfernung des Bauschutts – auf dem bestehenden Fundament unter Pfarrer Josef Zauner eine Notkirche als Baracke errichtet. Für den späteren Neubau von 1959 bis 1962 konnte Josef Zauner den Architekten Rudolf Schwarz gewinnen. Die Kirche wurde am 7. Oktober 1962 von Diözesanbischof Franz Zauner geweiht.

## Architektur
Der Kirche bildet ein weitläufiges Ganzes, mit einem freistehenden Turm. Von dort gesehen bildet links die Kirche im Grundriss ein langgestrecktes Oval. In einer Bucht des Kirchenraumes beim Eingang ist eine Taufstelle, in der damit hinteren Bucht der Altarraum, welcher sich in eine Nebenbucht mit der Orgel weitet. In der Mitte vom Turm gesehen befindet sich ein großzügiges Foyer, nach vorne mit einer Werktagskapelle, nach hinten mit einer Beichtkapelle. Davon rechts gesehen quergestellt ein langgestrecktes Pfarrzentrum mit Pfarrsaal.
Die Wand der Kirche, durch die Nebenbucht als Ellipse, jedoch mit zwei Ecken, zeigt sich als Betonskelett mit Ziegeln ausgefacht und mit Fenstern gerastert. Das Flachdach ist mit Plattenbalken aus Beton gerippt. Die Werktagskapelle wurde in Erinnerung an die zerstörte Vorkirche und die Not der NS-Zeit mit Mauthausener Granit gewandet und ist im Sinne der Errichter ein Mahnmal für das KZ Mauthausen.